# Papež Sikst III.
Sikst III. je bil rimski škof (papež) Rimskokatoliške cerkve, * okrog 390 (Rim, Italija, Rimsko cesarstvo); papež 31. julij 432; † 19. avgust 440 Rim (Italija, Rimsko cesarstvo). 

## Življenjepis
Sikst je bil sin očeta Siksta (Sixtus) iz rodbine Colonna, Rimljan po rodu.
Za papeža so ga izvolili 31. julija 432. Kot papež je v nadaljevanju nestorijanskih sporov sledil smeri svojega predhodnika. V dveh pismih se je predstavil vzhodnim škofom, potrdil Nestorijevo izobčenje in obenem pustil odprta vrata voditelju Nestorijevih pristašev, patriarhu Janezu iz Antiohije: če priznajo zmoto, se lahko vrnejo v naročje Cerkve. Ko se je po velikih naporih to Cirilu Aleksandrijskemu res posrečilo, je pisal z zasedanja rimske sinode: 
 »Sam sveti Peter nam je podaril ta uspeh, ker smo se zbrali ob njegovem grobu. Apostolski prvak je bil med nami kot predsednik; on nas je vodil do zmage.« 
V znamenje veselja nad spravo je dal čudovito okrasiti liberijansko baziliko. 
Podprl je prizadevanja cesarja Teodozija II., da bi prišlo do sprave med patriarhom Janezom in aleksandrijskim patriarhom Cirilom, glavnim nasprotnikom Nestorija. Leta 433 sta res podpisala skupni obrazec veroizpovedi in to sporočila tudi papežu. 
Sikst je imel precej opraviti tudi z novim carigrajskim patriarhom Proklom, ki je želel solunski vikariat priključiti svojemu patriarhatu. Njegova pisma kažejo na človeka, ki se je zavedal, da je nosilec Petrove službe v Cerkvi, ki mora nadaljevati Petrovo izročilo in ohranjati ter braniti pravo vero.
Liber pontificalis poroča, da je on posvetil za škofa in poslal na Zeleni otok velikega apostola Ircev Patrika. 

### Papež Sikst III. kot graditelj in obnovitelj cerkva
V Rimu je papež Sikst III. razvil bogato gradbeno dejavnost. Dal je postaviti baziliko sv. Lovrenca; uredil je lateransko krstilnico in jo okrasil s porfirnimi stebri. V cerkvi Marije Snežne je dal napraviti mozaike z upodobitvami Marijinega zmagoslavja na efeškem koncilu, ki je potrdil njeno božje materinstvo.
Po legendi je baziliko Marije Snežne dal zgraditi Liberij. Zato jo imenujejo tudi liberijansko baziliko. Rimski papeži so  jo v teku stoletij večkrat prenavljali in lepšali. V prvotnem stanju se je ohranila srednja cerkvena ladja. 
Takoj po Efeškem koncilu je papež Sikst III. to svetišče povečal in polepšal. 36 stebrov iz belega marmorja nosi strop, na katerem se nahajajo slike iz Stare zaveze. Strop srednje ladje se lesketa v čistem zlatu. Na stropu kora so slike Marijinega oznanjenja, Svetih treh kraljev, Marijinega kronanja v nebesih itd. Slednja slika je na modri podlagi in prikazuje, kako Marija sprejema nebeško krono iz rok Božjega sina. Z obeh strani se bližajo angeli in svetniki. Okvir tvori vinska trta z raznimi pticami. 
Vsebina okrasja bazilike Marije Snežne torej nekako ponazarja vsebino Efeškega koncila, ki je poudaril Marijino Božje materinstvo. 
Še danes nas spominja napis na slavoloku na avtorja: »Xystus populo Romano – Sikst rimskemu ljudstvu«.

## Smrt in češčenje
Papež Sikst III. je umrl 19. avgusta 440.

Pokopan je v Baziliki San Lorenzo fuori le mura.

### Ocena
- Nekateri viri menijo: »Kot duhovnik je nekaj časa bil pristaš Pelagija, kasneje pa se je odločno obrnil proti pelagijanstvu, kar spričuje tudi Avguštin.« [4]
- Vendar je – po drugih virih - to bilo le pelagijansko natolcevanje, ki so ga širili o njem. Temu so dodajali še izmišljotino, da ga je zaradi prešuštvovanja obsodila neka rimska sinoda.
- Leon Veliki pa pravi o njem: »Slavni graditelj svetih zidov, toda še slavnejši stavbenik duš, v katere je vcepil klico svoje pobožnosti še za daljno prihodnost, da bi pobožni potomci prebivali v tistih stavbah, katere je gradil in delali to, kar je on učil.«[6]